# Pascal Sicurani
Pascal Sicurani (Taglio-Isolaccio, 11 novembre 1869 – Moosch, 22 dicembre 1915) è stato un militare francese.
A 19 anni si arruolò come volontario per 5 anni a Bastia, scalando in seguito le gerarchie militari e prestando servizio nel 28º Bataillon de chasseurs à pied (BCP) e nel 68º Bataillon de chasseurs de réserve (BCR).
Nel 1901 sposò una donna di Ginevra, Emilie-Marie Martin, stabilendosi nella città elvetica nei periodi di congedo militare.
Dopo lo scoppio della Prima Guerra Mondiale, il 2 agosto 1914 si aggregò a Grenoble al 68º BCAR, con cui entrò in combattimento in Alsazia il 5 settembre dello stesso anno.
Il 20 giugno 1915 venne nominato a capo dell'8ª Compagnia del 68º Bataillon de Chasseurs Alpins (BCA) in sostituzione del capitano Robert Dubarle, perito in battaglia 5 giorni prima; assunse l'effettivo comando dell'8ª Compagnia il 26 giugno 1915.
Il 22 dicembre 1915, nel corso di una controffensiva sulla cima dell'Hartmannswillerkopf, si portò alla testa delle sue truppe, ma venne centrato in pieno petto da una pallottola sparata dall'esercito tedesco. Ricoverato d'urgenza all'ospedale di Moosch, spirò in giornata intorno alle ore 17:30. Due giorni dopo venne seppellito a Kruth.
In sua memoria Georges Chicotot, all'epoca capitano del 7º BCA, eresse nell'estate del 1916 all'interno del settore Rochedure la cappella Sicurani, in cui si tiene annualmente una cerimonia commemorativa la 2ª domenica di giugno.
Il 1º settembre 1922 la sua salma venne inumata definitivamente a Taglio-Isolaccio, sua città natale.